# Phare de Cove Island
Le phare de Cove Island est un phare situé à l'extrémité nord de la péninsule Bruce à la limite entre le lac Huron et la baie Georgienne.
Sa construction a commencé en 1855, il est en service depuis 1858, et a une portée de 26 km.